# Horsfieldia glabra
Horsfieldia glabra là một loài thực vật có hoa trong họ Myristicaceae. Loài này được (Reinw. ex Blume) Warb. mô tả khoa học đầu tiên năm 1897.